# The Football Factory
Pour le roman, voir Football Factory.
Pour plus de détails, voir Fiche technique et Distribution.
The Football Factory est un film britannique de Nick Love sorti en 2004.
C'est un film à propos du hooliganisme, suivant principalement un fan de Chelsea nommé Tommy Johnson.

## Synopsis
Pour Tommy, la vraie vie commence le vendredi soir. Ce jeune homme désœuvré peut alors se consacrer aux trois grandes passions de son existence : le sexe facile, les bières et plus que tout, l'adoration de son club de foot favori, Chelsea. Avec ses potes, il en est l'un des plus ardents supporters, toujours prêt à affronter ceux qui ne portent pas ses couleurs. Et justement, dans quelques jours, Chelsea va se mesurer à l'ennemi de toujours, Millwall... 

## Fiche technique
- Réalisation : John Hay
- Scénario : John King et Nick Love, d'après le roman Football Factory de John King.

## Distribution
- Danny Dyer (V. F. : Patrick Mancini) : Tommy Johnson
- Frank Harper (V. F. : Michel Dodane) : Billy Bright
- Neil Maskell : Rod King
- Roland Manookian (V.F. : Alexis Tomassian) : Zeberdee
- Calum McNab (V.F. : Donald Reignoux) : Raff
- Tony Denham : Tony Harris
- Dudley Sutton : Bill Farell
- John Junkin : Albert Moss
- Tamer Hassan (V.F. : Gilles Morvan) : Fred
- Jamie Foreman : Le chauffeur de taxi xénophobe
- Kara Tointon : Tameka, la sœur de Fred
- Sophie Linfield : Tamara, la sœur de Fred
- Stephen Humby : Hooligan
- Danny Kelly : speaker radio